# Interpol (zespół muzyczny)
Interpol – amerykański zespół indie rockowy założony w 1997 roku. Grupa pochodzi z dzielnicy Williamsburg w Nowym Jorku, z którym jest nierozłącznie związana.
Interpol jest jednym z zespołów składających się na tzw. „muzyczną scenę indie Nowego Jorku”. Należy do tzw. odrodzenia garage rock/post-punk pierwszych lat trzeciego tysiąclecia, do którego zalicza się takie zespoły jak The Strokes czy Yeah Yeah Yeahs. Muzyka zespołu jest często porównywana do twórczości Joy Division, The Chameleons i Kitchens of Distinction.

## Historia
W roku 1997, Daniel Kessler postanowił urzeczywistnić swoje marzenie i zaczął zbierać członków zespołu. Po wielu przesłuchaniach zaangażował dwóch studentów Uniwersytetu Nowojorskiego: perkusistę Grega DRudy’ego i basistę Carlosa Denglera. Na ulicy Kessler spotkał, wcześniej poznanego na wyjeździe w Paryżu, Paula Banksa i zaprosił go na próbę zespołu. Banks był oczarowany pomysłem i został wokalistą grupy.
Interpol zadebiutowali w marcu 1998 r. w klubie Baby Juniper na Lower East Side w Nowym Jorku. Od 1999 r. grali w takich nowojorskich klubach jak Brownies, Mercury Lounge, Bowery Ballroom i Knitting Factory. Na początku 2000 r. w przyjaznej atmosferze odszedł Greg. Zastąpił go Sam Fogarino, który grał wcześniej w punkowych zespołach. Fogarino zagrał swój pierwszy koncert z zespołem (po tylko jednej próbie) 20 maja 2000 r. w Mercury Lounge.
Przez lata 2000–2001 zespół supportował takie zespoły jak Trail of Dead, Arab Strap i The Delgados.
Krótka trasa koncertowa po Wielkiej Brytanii zaowocowała 18 kwietnia 2001 sesją w programie radiowym Johna Peela (zob. Peel Sessions) i pozwoliła zespołowi uzyskać znaczną popularność po drugiej stronie Oceanu. W tym czasie światło dzienne ujrzał minialbum Interpol EP, zawierający trzy utwory, z których dwa znalazły się na pełnowymiarowym debiucie. EPka ta pozwoliła na ugruntowanie pozycji zespołu jako nowej nadziei niezależnego rocka.
W sierpniu 2002 zespół podpisał kontrakt z nowojorską wytwórnią Matador. Pierwszy album, Turn on the Bright Lights, ujrzał światło dzienne 20 sierpnia 2002 i został oceniony przez wielu krytyków jako debiut roku. Dla członków grupy rozpoczął się czas nieustannego koncertowania we wszystkich zakątkach świata. Grupa uzyskała status gwiazdy indie rocka. Jej wizytówką, oprócz muzyki był od początku specyficzny sposób ubierania się (eleganckie garnitury) i dbanie o wizualną stronę twórczości (min. teledysk do "Obstacle 1" nakręcony przez Florię Sigismondi).
28 września 2004 ukazał się drugi album zespołu – Antics.
28 czerwca 2005 pojawiła się nowa piosenka Interpolu – "Direction"  napisana specjalnie dla serialu Sześć stóp pod ziemią. W październiku 2005, po licznych tournée, Interpol zrobił sobie przerwę od koncertowania, a od stycznia zaczął gromadzić materiał na nową, trzecią już płytę. W sierpniu 2006 zespół podpisał kontrakt z Capitol Records. Nowym menedżerem grupy został Dave Holmes, który ma pod swoją opieką między innymi formację Coldplay.
Największy koncert jaki Interpol grał był w El Palacio de los Deportes w Meksyku 22 września 2005 r. Zagrali wtedy dla ponad 16 tys. ludzi.
W listopadzie 2006 Interpol zaszył się w studiu w Nowym Jorku aby nagrać nową, trzecią już płytę. 15 kwietnia 2007 Interpol zagrał w Ottawie pierwszy koncert po przerwie.
Wśród zagranych piosenek pojawiły się 3 nowe: "Pioneer", "The Heinrich Manuever" i "Mammoth". Na następnych koncertach (w Kitchener i w Londonie) zespół zagrał tą samą setlistę. 10 lipca 2007 zespół wydał trzecią płytę Our Love to Admire.
Podczas koncertu w Dreźnie w 2007 r. Paul Banks obiecał, że postara się o to żeby zespół zagrał w Polsce i pozdrowił wyróżniającą się polską publiczność. 5 lipca 2008 roku grupa Interpol przyjechała do Polski – była gwiazdą Open'er Festival w Gdyni.
W sierpniu 2008 piosenka "Slow Hands" została użyta w prestiżowej reklamie Emporio Armani promującej nowy zapach Diamonds. W reklamie wystąpił znany aktor Josh Hartnett.
W maju 2010 basista zespołu, Carlos Dengler, po nagraniu czwartej płyty odszedł z zespołu. W tym samym miesiącu zespół zapowiedział wydanie nowej, czwartej płyty, pt. Interpol na wrzesień 2010. Równocześnie ogłoszono, że basistą, który zastąpi Carlosa na nowej trasie koncertowej będzie David Pajo, były członek zespołu Slint. W czerwcu zespół na swojej oficjalnej stronie poinformował, że nowym keyboardzistą na najbliższej trasie będzie 
Brandon Curtis – wokalista, keyboardzista i basista nowojorskiej formacji The Secret Machines.
15 czerwca ogłoszono, że nowa płyta będzie wydana 13 września w nowo utworzonej własnej wytwórni zespołu – Soft Limit
23 czerwca Matador Records, wytwórnia zespołu w Ameryce Północnej potwierdziła, że płyta zespołu zostanie wydana wcześniej niż planowano, bo 7 września 2010 r. Jednocześnie tego samego dnia miała miejsce premiera teledysku do piosenki "Lights" w reżyserii Charliego White’a. Teledysk można ściągnąć za darmo z oficjalnej strony zespołu.
12 lipca swoją premierę online miała piosenka "Barricade".
28 lutego 2011 zespół ogłosił, że nowym basistą koncertowym będzie Brad Truax. Wcześniejszy basista Dave Pajo pragnie spędzić więcej czasu z rodziną. Zespół zaprzeczył o jakimkolwiek konflikcie między Pajo a nimi i dodał, iż rozstają się w przyjaznych stosunkach.
5 czerwca 2014 zespół ogłosił, że ich piąty album, zatytułowany El Pintor, wydany zostanie 9 września 2014. Jest to pierwszy album nagrywany bez basisty Carlosa Denglera, a za nagrywane partie basu odpowiada Paul Banks.

## Dyskografia

### Albumy
- Turn on the Bright Lights (2002, Matador Records) (#158 USA, #101 UK)
- Antics (2004, Matador Records) (#15 USA, #21 UK)
- Our Love to Admire (2007, Capitol Records) (#4 USA, #2 UK)
- Interpol  (2010, Soft Limit/Matador Records)[4]
- El Pintor (2014, Soft Limit/Matador Records)
- Marauder (2018, Matador Records)
- The Other Side of Make-Believe (2022, Matador Records)

### Minialbumy
- Demo Tape (1998, własne wydanie)
- Fukd I.D. #3 (11 grudnia 2000, Chemikal Underground Records)
- Precipitate EP (1 stycznia 2001, własne wydanie)
- Interpol EP (4 czerwca 2002, Matador Records)
- The Black EP (26 sierpnia 2003, EMI)
- Interpol Remix EP (22 listopada 2005, Matador Records)
- Live (2007, Capitol Records)[8]
- Try It On (2011, Matador Records)
- A Fine Mess (2014, Matador Records)

### Single

#### zTurn on the Bright Lights
- 2002 The Interpol EP: "PDA" / "NYC" / "Specialist" (#170 UK)
- 2002 "Obstacle 1" (#72 UK)
- 2003 "Say Hello to the Angels" / "NYC" (#65 UK)
- 2003 "Obstacle 1 (remix)" (#41 UK)

#### zAntics
- 2004 "Slow Hands" (#15 US Modern Rock #36 UK)
- 2005 "Evil" (#24 US Modern Rock, #18 UK)
- 2005 "C'mere" (#19 UK)
- 2005 "Slow Hands" (reedycja) (#44 UK)

#### zOur Love to Admire
- 2007 (7 maja) "The Heinrich Maneuver" (#11 USA, #31 UK)
- 2007 (3 września) "Mammoth" (#44 UK)
- 2007 (3 grudnia) "No I in Threesome"

## Nagrody
- Nominacja do nagrody MTV Video Music Awards w kategorii "Nagroda kanału MT2" za teledysk do "PDA".
- Nominacja do nagrody Shortlist Music Prize 2003 za album Turn on the Bright Lights.
- Finalista do nagrody Shortlist Music Prize 2003 za album Turn on the Bright Lights.

## Oprawa graficzna
Sam wokalista zespołu Paul Banks zaprojektował oprawę graficzną do Interpol EP.
Oprawa graficzna płyt Turn on the Bright Lights i Antics została zaprojektowana przez nowojorskiego artystę Seana McCabea, który jest też autorem zdjęć z okładek Turn on the Bright Lights, The Black EP i singla "NYC"/"Say Hello to the Angels". Kilka jego zdjęć wykorzystano również do wkładek Interpol EP, Turn on the Bright Lights i Antics.
Autorem fotografii na okładce singla "Obstacle 1" jest Stacy Iannacone. Interpol współpracował również z Shepardem Faireyem (autorem kampanii Obey / Giant) nad serią materiałów do galerii Interpol Space, podczas promocji albumu Antics.

## Utwory Interpolu w serialach
| serial                                                                        | utwory                 | odcinek                                         | data pierwszej emisji odcinka |
| ----------------------------------------------------------------------------- | ---------------------- | ----------------------------------------------- | ----------------------------- |
| Sześć stóp pod ziemią (Six Feet Under)                                        | "Obstacle 2", "Roland" | #3x05 "The Trap"                                | 2003-03-30 (USA)              |
| Przyjaciele (Friends)                                                         | "Untitled"             | #9x23 "The One in Barbados: Part 1"             | 2003-05-15 (USA)              |
| Życie na fali (The O.C.)                                                      | "Specialist"           | #1x21 "The Goodbye Girl                         | 2004-03-03 (USA)              |
| Kochane kłopoty (Gilmore Girls)                                               | "Slow Hands"           | #5x04 "Tippecanoe and Taylor, Too"              | 2004-10-12 (USA)              |
| CSI: Kryminalne zagadki Miami (CSI: Miami)                                    | "Slow Hands"           | #3x06 "Hell Night"                              | 2004-10-25 (USA)              |
| Życie na fali (The O.C.)                                                      | "Evil"                 | #2x10 "The Accomplice"                          | 2005-01-27 (USA)              |
| Chirurdzy (Grey’s Anatomy)                                                    | "Evil"                 | #1x05 "Shake Your Groove Thing"                 | 2005-04-24 (USA)              |
| Ekipa (Entourage)                                                             | "Slow Hands"           | #2x02 "My Maserati Does 185"                    | 2005-06-12 (USA)              |
| Sześć stóp pod ziemią (Six Feet Under)                                        | "Direction" (1)        | #5x11 "Static"                                  | 2005-08-14 (USA)              |
| Laguna Beach MTV (Laguna Beach: The Real Orange County)                       | "Slow Hands"           |                                                 |                               |
| Pani prezydent (Commander in Chief)                                           | "Untitled"             | #8 "Rubie Dubidoux and the Brown Bound Express" | 2005-11-15 (USA)              |
| Weronika Mars (Veronica Mars)                                                 | "Slow Hands"           | #1x10 "An Echolls Family Christmas"             | 2004-12-14 (USA)              |
| Ptaki nocy (Birds of Prey)                                                    | "Untitled"             | #1x08 "Lady Shiva"                              | 2002-11-27 (USA)              |
| Tajemnice Smallville (Smallville)                                             | "Pioneer to the Falls" | #7x10 "Persona"                                 | 2008-01-31 (USA)              |
| (1) "Direction" został specjalnie napisany dla serialu Sześć stóp pod ziemią. |                        |                                                 |                               |

## Utwory Interpolu w filmach
| film                                                       | utwory       | data premiery filmu                  |
| ---------------------------------------------------------- | ------------ | ------------------------------------ |
| Dom woskowych ciał (House of Wax, reż. Jaume Collet-Serra) | "Roland"     | 2005-04-26 (Los Angeles, Kalifornia) |
| The Grid (reż. James Grayford)                             | "Slow Hands" | 2006                                 |

## Koncerty w Polsce
Interpol zagrał do tej pory sześć koncertów w Polsce. W 2011 roku zespół pojawił się na krakowskim Coke Live Music Festival. W Gdyni, na festiwalu Open'er Interpol zagrał trzykrotnie - w 2008, 2014 i 2019 roku. W 2023 roku Interpol po raz pierwszy wystąpił w dwóch koncertach klubowych: 6 czerwca w krakowskim Klubie Studio, zaś dzień później w warszawskiej Stodole.